# Hippocampus spinosissimus
Hippocampus spinosissimus é uma espécie de peixe da família Syngnathidae.
Pode ser encontrada nos seguintes países: Austrália, Indonésia, Malásia, Filipinas, Singapura, Sri Lanka, Taiwan, Tailândia e Vietname.
Os seus habitats naturais são: recifes de coral.
Está ameaçada por perda de habitat.